# Pennantnummer
Et pennantnummer benyttes i den overvejende del af verdens mariner og kan bestå af både bogstaver og tal eller en kombination af disse. Nummeret er påmalet militære skibe for at tydeliggøre hvilket skib der er tale om, da der ofte findes mange ens orlogsskibe og kan sammenlignes med nummerplader til biler.
I NATO-mariner og i en del andre flåder i verden bliver skibe benyttes et standard pennantnummersystem der er baseret på Royal Navys standardsystem fra 1940'erne. I United States Navy og Royal Canadian Navy benytter man dog et andet system der bliver benævnt Hull Classification System. Mange andre lande benytter kun tal til at identificere deres skibe som eksempelvis Suomen merivoimat.

## NATO-systemet
| Bogstav | Dansk betegnelse               | Engelsk betegnelse     | I brug | Eksempel              |
| ------- | ------------------------------ | ---------------------- | ------ | --------------------- |
| A       | Forsyningsskib                 | Auxiliary              | Ja     | A512 Mosel            |
| B       | Slagskib                       | Battleship             | Ja     | B32 Vanguard          |
| C       | Krydser                        | Cruiser                | Ja     | C35 Belfast           |
| D       | Destroyer                      | Destroyer              | Ja     | D32 Daring            |
| E       | Eskorteskib                    | Escort                 | Nej    | -                     |
| F       | Fregat (og korvet)             | Frigate                | Ja     | F361 Iver Huitfeldt   |
| L       | Landgangsfartøj                | Landing craft          | Ja     | L17 Esbern Snare      |
| M       | Minerydningsfartøj/Minestryger | Minehunter/Minesweeper | Ja     | M340 Oksøy            |
| N       | Minelægger                     | Minelayer              | Ja     | N82 Møen              |
| P       | Patruljefartøj                 | Patrol vessel          | Ja     | P520 Diana            |
| R       | Hangarskib                     | Aircraft Carrier       | Ja     | R91 Charles De Gaulle |
| S       | Undervandsbåd                  | Submarine              | Ja     | S303 Utvær            |
| Y       | Havnefartøj                    | Yard vessel            | Ja     | Y345 Alsin            |

## Hull Classification System
Amerikanske og canadiske orlogsfartøjer benytter "Hull Classification Systemet" (HCS), der kan bestå af op til 5 bogstaver der tilkendegiver skibenes egenskaber og roller. Typisk består en standardbetegnelse af to til tre bogstaver, derefter tilføjes et antal bogstaver for at tilkendegive skibenes egenskaber.
| Bogstav     | Dansk betegnelse            | Amerikansk betegnelse                                           | Eksempel                            |
| ----------- | --------------------------- | --------------------------------------------------------------- | ----------------------------------- |
| AE          | Ammunitionsskib             | Ammunition Ship                                                 | Lewis and Clark-klassen             |
| AGF         | Kommandoskib                | Auxiliary Command Ship                                          |                                     |
| AGSS        | Forskningsubåd              | Research Submarine                                              |                                     |
| ARS         | Bjærgningsskib              | Rescue and Salvage Ship                                         |                                     |
| AS          | Ubådstender                 | Submarine Tender                                                | Emory S. Land-klassen               |
| C           | Krydser                     | Cruiser                                                         | Ticonderoga-klassen (CGHM)          |
| CV          | Hangarskib                  | Aircraft Carrier                                                | Nimitz-klassen (CVNM)               |
| DD          | Destroyer                   | Destroyer                                                       | Arleigh Burke-klassen (DDGHM)       |
| DSRV        | Dybhavsredningsubåd         | Deep Submergence Rescue Vessel                                  | Mysic-klassen                       |
| FSF         | -                           | Fast Sea Frame                                                  |                                     |
| FF          | Fregat                      | Frigate                                                         | Oliver Hazard Perry-klassen (FFGHM) |
| HSV         | Højhastighedsfartøj         | High Speed Vessel                                               |                                     |
| LCAC        | Luftpudelandgangsfartøj     | Landing Craft Air Cushioned                                     |                                     |
| LCC         | Landgangsfartøj             | Amphibious Command Ship                                         | Blue Ridge-klassen                  |
| LCM/LCU     | Landgangsfartøj             | henholdsvis Landing Craft, Mechanized og Landing Craft, Utility |                                     |
| LHA/LHD/LHA | Landgangsfartøj             | Amphibious Assault Ship                                         | Wasp-klassen                        |
| LPD         | Landgangsfartøj             | Amphibious Transport Dock                                       | San Antonio-klassen                 |
| LSD         | Landgangsfartøj             | Dock Landing Ship                                               | Whidbey Island-klassen              |
| LSV         | Large Scale Vehicle         |                                                                 |                                     |
| MH          | Kystnært minerydningsfartøj | Coastal Mine Hunter                                             |                                     |
| MCM         | Minerydningsfartøj          | Mine Countermeasure Ship                                        |                                     |
| NR          | Dybtdykkende fartøj         | Deep Submergence Craft                                          |                                     |
| P           | Patruljefartøj              | Patrol Craft (Fitted with max. 76 mm gun                        |                                     |
| PG          | Patruljefartøj              | Patrol Craft (Fitted with min. 76 mm gun)                       |                                     |
| RHIB        | Rigid Hull Inflatable Boat  | Rigid Hull Inflatable Boat                                      |                                     |
| SS          | Dieselelektrisk ubåd        | Submarine                                                       |                                     |
| SSB         | Strategisk missilubåd       | Ballistic Missile Submarine                                     | Ohio-klassen                        |
| YP          | Havnefartøj                 | Yard Patrol Craft                                               |                                     |

- Disse tilføjelser kan tilføjes til betegnelserne i forbindelse med skibenes egenskaber:
  - C: Coastal (kystnær)
  - F: Fast (Tophastighed over 35 knob)
  - G: Guided missile (Udrustet med langtrækkende offensive missiler)
  - H: Helicopter (Udrustet med helikopterfaciliteter/helikopter)
  - K: Hydrofoil
  - M: Missile (Udrustet med et kortrækkende (<20 sømil) forsvarsmissilsystem)
  - N: Nuclear (Nuklear fremdrivning)

Således vil eksempelvis Arleigh Burke-klasse få betegnelsen DDGHM da det er en destroyer (DD) med langtrækkende offensive missiler (G), helikopterfaciliteter og helikopter (H) samt kortrækkende forsvarsmissiler (M)